# Caramoran
Caramoran é um município de  terceira classe de renda municipal (d) na província Catanduanes, nas Filipinas. De acordo com o censo de 1 de maio  de  2020 possui uma população de 32 114 pessoas e 6 573 domicílios.